# Klauspeter Sachau

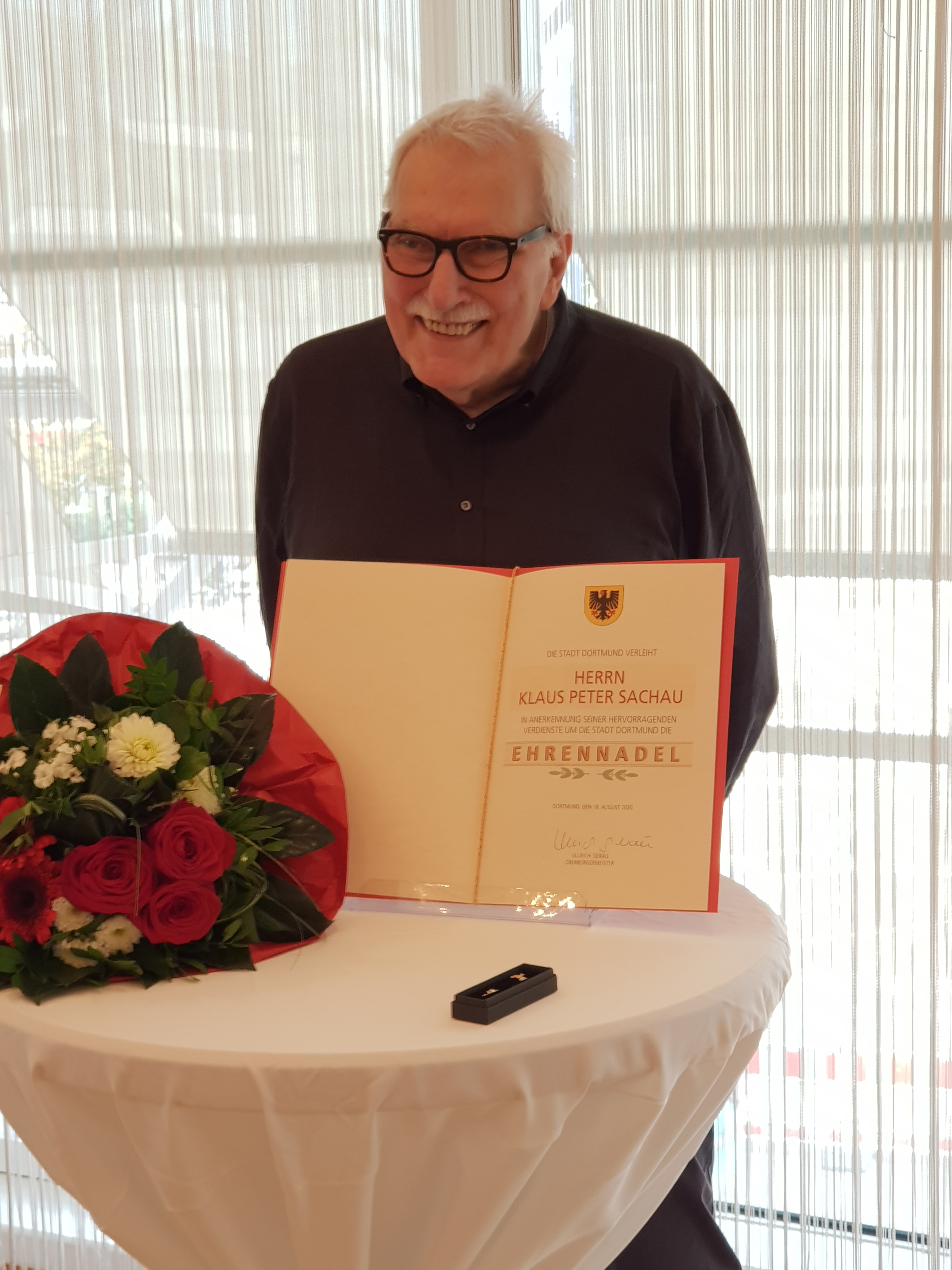
Verleihung der Ehrennadel der Stadt Dortmund an Klauspeter Sachau 2020

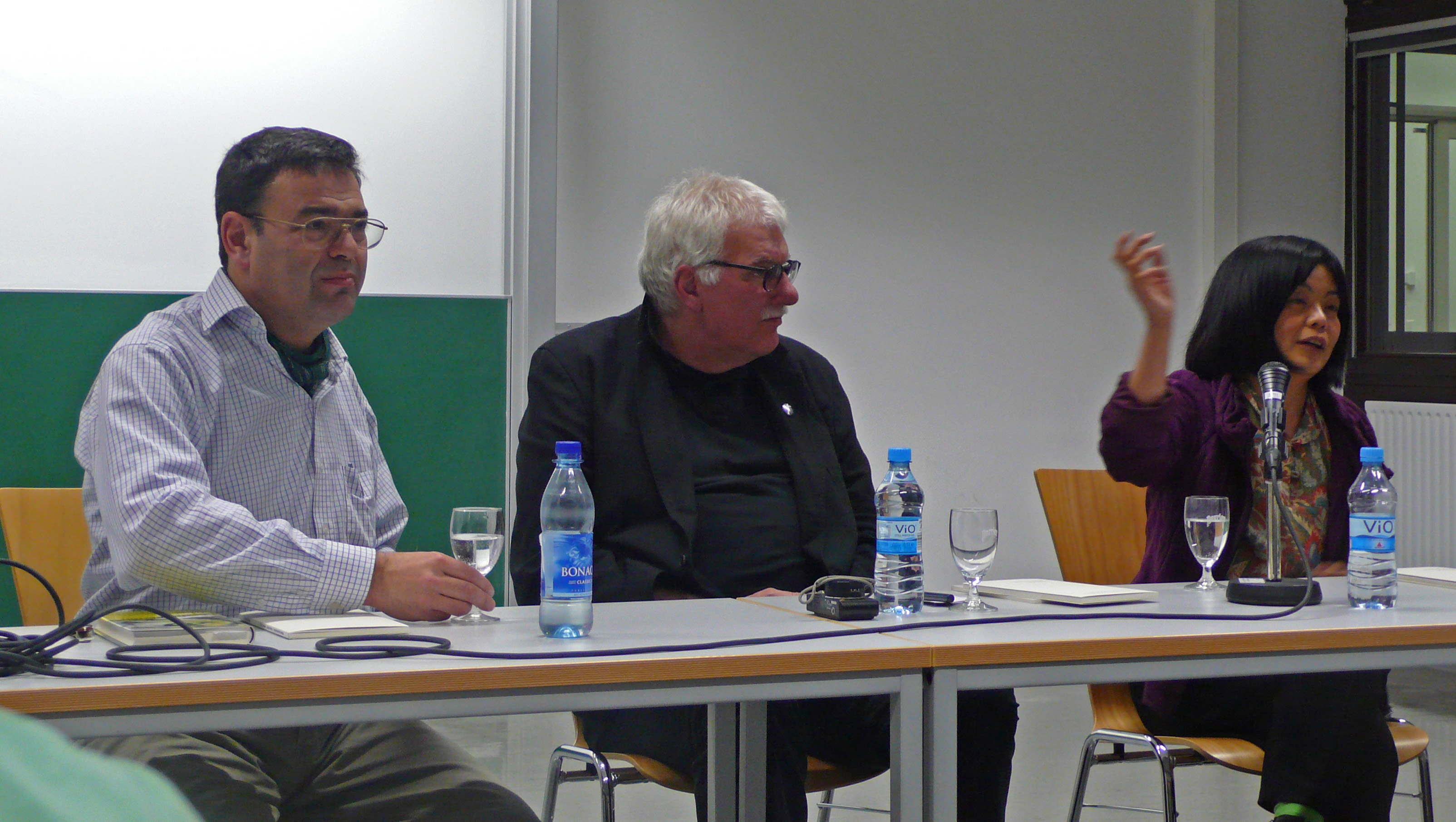
László Márton, Sachau, Yōko Tawada (2010)

Klauspeter „Kape“ Sachau (* 18. November 1940 in Hamburg; † 23. Dezember 2023 in Dortmund) war ein deutscher Literaturförderer und Literaturveranstalter, Verleger und Illustrator. Er war Organisator der Chamisso-Tage, der Dortmunder Lyrikwochen und künstlerischer Leiter des Literaturfestivals LesArt.Ruhr. Für seine „herausragenden Verdienste in Kultur und Literatur“ erhielt Klauspeter Sachau 2020 die Ehrennadel der Stadt Dortmund.